# 콰트로첸토
콰트로첸토(이탈리아어: Quattrocento ˌkwattroˈtʃɛnto[*])는 1400년부터 1499년까지, 즉, 15세기 이탈리아에서 일어난 문화적·예술적 사건들을 통칭하는 말이다. 이는 ‘400’을 뜻하는 이탈리아어에서 유래한 말로, ‘1400년’을 의미하는 ‘밀레콰트로첸토(millequattrocento)’에서 비롯되었다. 콰트로첸토는 후기 중세(특히 국제 고딕 양식), 초기 르네상스(1425년경 시작), 그리고 일반적으로 1495년에서 1500년 사이로 여겨지는 전성기 르네상스의 시작까지의 예술 양식을 포괄한다.

## 역사적 배경
서기 476년 서로마 제국의 몰락 이후, 유럽 전역에는 경제적 혼란과 무역의 붕괴가 퍼졌다. 이는 대략 14세기까지 지속된 초기 중세의 시작이었다. 14세기에 접어들면서 무역이 활성화되고 인구가 증가하며 민중은 다시 권력을 되찾기 시작했다.
후기 중세에는 유럽 대륙의 정치 구조가 작은 영지들의 혼란스러운 세력 다툼에서 점차 왕권에 의해 지배되는 보다 안정된 국민 국가로 통합되기 시작했다. 이탈리아에서는 상인과 무역 계층이 자립할 수 있는 도시 중심지가 형성되었으며, 토지 대신 돈이 부의 주요 척도가 되었고, 농노들은 점점 자유민으로 해방되었다. 중세 이탈리아의 이러한 변화와 봉건제도의 쇠퇴는 사회적, 문화적, 경제적 변화를 위한 토대를 마련했다.
콰트로첸토는 중세에서 이탈리아 르네상스로의 과도기로서, 주로 로마, 피렌체, 밀라노, 베네치아, 나폴리 등의 도시를 중심으로 전개되었다. 이 시기에는 오스만 제국에 의한 콘스탄티노플의 함락이 있었으며, 동시대 중앙아시아에서 전개된 티무르 르네상스와도 비교된다.

## 콰트로첸토 양식의 전개
콰트로첸토 시대의 예술은 비잔틴 미술과 관련된 장식적 모자이크, 기독교 및 고딕 양식의 재료와 스타일(스테인드글라스, 프레스코화, 채식필사본, 조각 등)을 벗어나기 시작했다. 대신, 콰트로첸토의 예술가들은 고대 로마 미술과 고대 그리스 예술에서 발전된 보다 고전적인 형태를 받아들였다.

## 이탈리아 콰트로첸토 예술가 목록
콰트로첸토는 르네상스와 시기가 겹치기 때문에 특정 예술가를 콰트로첸토 혹은 르네상스 작가로 구분하는 것은 정확하지 않다. 당시 예술가들 역시 자신들을 특정한 학파나 시기의 일원으로 인식하지 않았을 것이다.
- 안드레아 델 카스타뇨
- 안드레아 델 베로키오
- 안드레아 델라 로비아
- 안드레아 만테냐
- 안토넬로 다 메시나
- 안토냐초 로마노
- 안토니오 델 폴라이울로
- 안토니오 로셀리노
- 베노초 고촐리
- 베르톨도 디 조반니
- 카를로 크리벨리
- 코시모 투라
- 데지데리오 다 세띠냐노
- 도메니코 디 바르톨로
- 도메니코 기를란다요
- 도메니코 베네치아노
- 도나텔로
- 에르콜레 데 로베르티
- 필리포 브루넬레스키
- 필리포 리피
- 프라 안젤리코
- 프란체스코 델 코사
- 프란체스코 디 조르조
- 프란체스코 스콰르치오네
- 젠틸레 벨리니
- 젠틸레 다 파브리아노
- 조반니 벨리니
- 조반니 디 파올로
- 야코포 데 바르바리
- 야코포 벨리니
- 헨트의 유스투스
- 레오나르도 다 빈치
- 로렌초 기베르티
- 루카 델라 로비아
- 루카 시뇨렐리
- 루치아노 라우라나[3]
- 마사초
- 마솔리노
- 멜로초 다 포를리
- 미켈란젤로
- 난니 디 반코
- 파올로 우첼로
- 페드로 베루게테
- 피에로 델라 프란체스카
- 피에트로 페루지노
- 산드로 보티첼리
- 일 사세타
- 트로소 다 몬차
- 베키에타
- 비토레 카르파초
- 비토레 크리벨리

이외에도 라파엘로 산치오의 아버지 조반니 산티가 우르비노 공작을 위해 지은 시에서 언급한 15세기의 주요 화가 27인의 명단도 참고할 수 있다.

## 참고 문헌
- Pope-Hennessy, John; Kanter, Laurence B. (1987). 《The Robert Lehman Collection I, Italian Paintings》. New York, Princeton: The Metropolitan Museum of Art in association with Princeton University Press. ISBN 0870994794.  (see table of contents)